# Bernd Freytag von Loringhoven

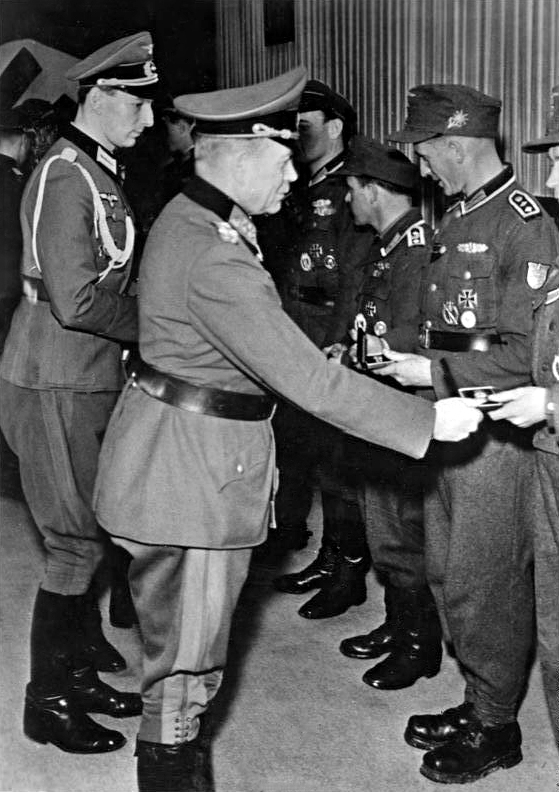
Freytag von Loringhoven assistiert Generalstabschef Guderian im März 1945 beim Überreichen von Auszeichnungen

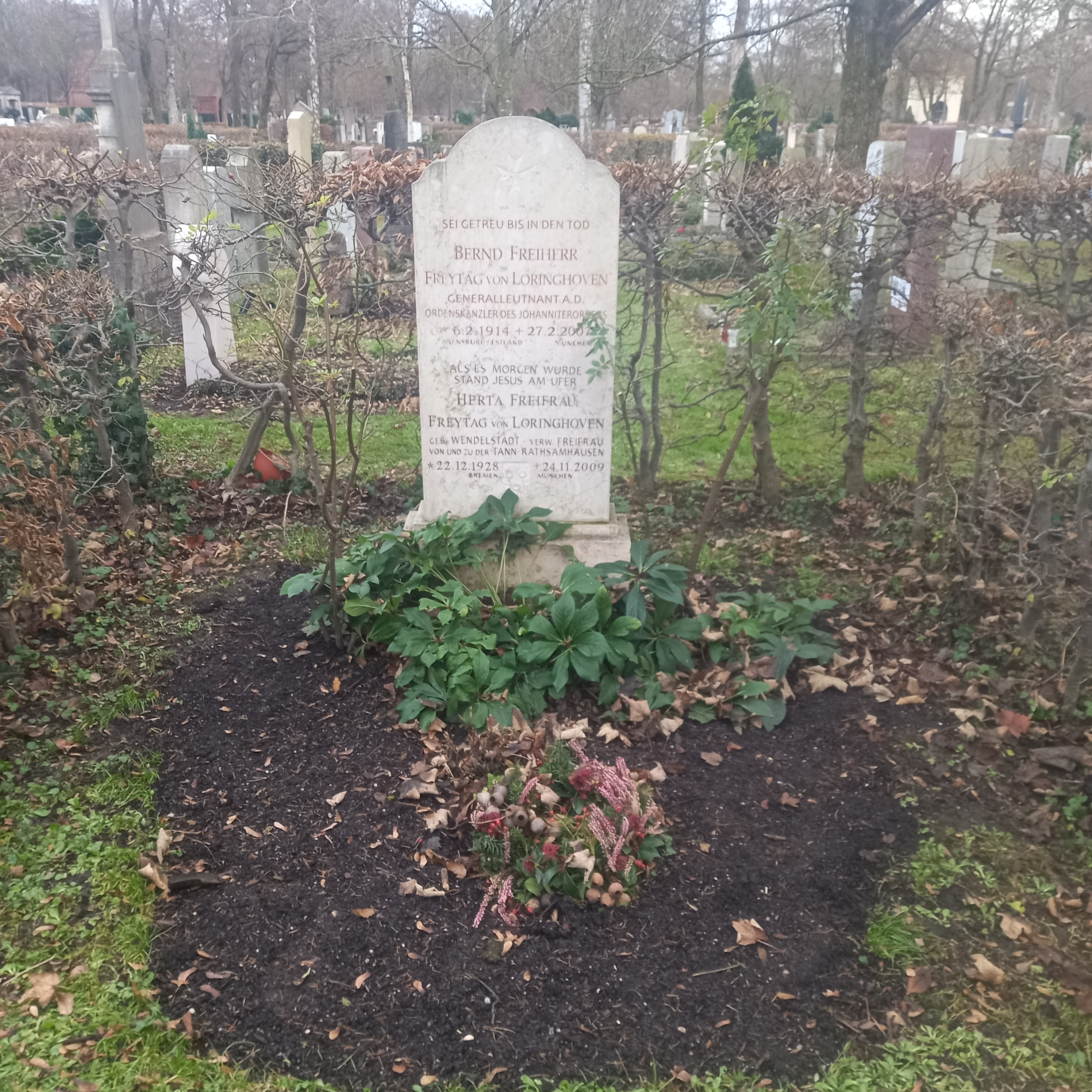
Das Grab von Bernd Freytag von Loringhoven und seiner Ehefrau Herta geborene Wendelstadt auf dem Nordfriedhof (München)

Alexander Otto Hermann Wolfgang Bernd Freiherr Freytag von Loringhoven (* 6. Februar 1914 in Arensburg; † 27. Februar 2007 in München) war ein Generalleutnant des Heeres, zuletzt bis 1973 stellvertretender Generalinspekteur der Bundeswehr.

## Leben
Freytag von Loringhoven war 1937 Leutnant im Regimentsstab des Panzerregiments 2 in Eisenach. Im Zweiten Weltkrieg war er ab August 1940 der 16. Panzer-Division zugeteilt. In der Schlacht von Stalingrad war er Kompaniechef in seinem Panzerregiment und Abteilungskommandeur. Während dieser Schlacht wurde ihm am 23. Januar 1943 das Deutsche Kreuz in Gold verliehen. Freytag von Loringhoven wurde mit einer der letzten Maschinen aus dem Kessel von Stalingrad ausgeflogen. 
Nach dem Attentat vom 20. Juli 1944, an dem sich sein Cousin Wessel Freytag von Loringhoven beteiligt hatte, diente Freytag von Loringhoven, zuletzt im Range eines Majors, als Adjutant des Generalstabschefs des Heeres (bis März 1945 Heinz Guderian, dann Hans Krebs). Seither war er an der Seite des Generalstabschefs, dessen Auftritte er vorzubereiten hatte, bei den täglichen Besprechungen der militärischen Lage durch Adolf Hitler anwesend. In der Endphase der Schlacht um Berlin erlaubte ihm Hitler am 30. April 1945 die Flucht aus dem im Februar 1945 bezogenen Führerbunker. Freytag von Loringhoven setzte sich mit Gerhard Boldt über die Havel nach Westen ab und ging bei Leipzig in amerikanische Kriegsgefangenschaft. Nachdem Ermittlungen der Streitkräfte des Vereinigten Königreichs keine Verwicklung in Kriegsverbrechen festgestellt hatten, wurde er 1948 aus der Gefangenschaft entlassen. In den Medien (Rundfunk, Fernsehen) wird Freytag von Loringhoven häufig falsch als „Hitlers Adjutant“ bezeichnet.
Freytag von Loringhoven war Angehöriger der Organisation Gehlen bzw. kurzzeitig des Bundesnachrichtendienstes von März 1948 bis April 1956.
Am 1. Mai 1956 trat Freytag von Loringhoven in die Bundeswehr ein, war von April 1963 bis 30. Juli 1964 im Dienstgrad eines Brigadegenerals der Brigadekommandeur der Panzergrenadierbrigade 19 in der Westfalen-Kaserne in Ahlen. Vom 1. Oktober 1967 bis zum 30. April 1969 war er Divisionskommandeur der 5. Panzerdivision und wurde später Stellvertreter des Generalinspekteurs der Bundeswehr und einziger deutscher Offizier im Planungsstab der NATO, bis er mit Ablauf des März 1973 im Dienstgrad eines Generalleutnants aus dem Dienst ausschied. Anschließend vertrat Freytag von Loringhoven als Leiter des Verbindungsbüros die Interessen der Industriegruppe Philips am Sitz der Bundesregierung in Bonn.

## Privates
Freytag von Loringhoven entstammte dem deutschbaltischen Adelsgeschlecht Freytag von Loringhoven. Der Völkerrechtler Axel von Freytagh-Loringhoven war ein entfernter Onkel.
Freytag von Loringhoven war in erster Ehe verheiratet mit Renate von Arnim. Aus zweiter Ehe mit Ilse-Verna Kraul ging 1956 sein Sohn Arndt Freytag von Loringhoven hervor, der von 2007 bis 2010 Vizepräsident des Bundesnachrichtendienstes, von 2016 bis 2019 Leiter der Abteilung für Nachrichtenwesen im Internationalen Militärstab der NATO und von 2020 bis 2022 deutscher Botschafter in Polen war. Der Ernennung seines Sohnes zum Botschafter in Polen ging aufgrund der Funktion Bernd von Loringhovens in den letzten Kriegsmonaten in der unmittelbaren Umgebung Hitlers eine Kontroverse voraus, da die polnische Seite zunächst die Akkreditierung Loringhovens verweigert hatte.
1948 trat er in den Johanniterorden ein, wurde 1974 dort Rechtsritter. Zehn Jahre war er Ordenskanzler und von 1989 bis 1992 Ordensstatthalter.

### Zeitzeuge
Freytag von Loringhoven wurde immer wieder gebeten, von seinen Erlebnissen im Führerbunker zu berichten. In Kriegsgefangenschaft wurde er von dem Historiker Hugh Trevor-Roper befragt, der später ein Buch über Hitlers letzte Tage schrieb. Freytag von Loringhoven beriet bei der Vorbereitung des Films Der Untergang. Seine Biographie Mit Hitler im Bunker erschien zunächst auf Französisch, wurde später ins Deutsche und in weitere Sprachen übersetzt.

## Auszeichnungen
1933–1945
- 1939: Eisernes Kreuz II. Klasse
- 1940: Eisernes Kreuz I. Klasse
- 1. Oktober 1942: Verwundetenabzeichen in Schwarz
- 23. Januar 1943: Deutsches Kreuz in Gold

nach 1945
- 1972: Großes Verdienstkreuz der Bundesrepublik Deutschland

## Veröffentlichungen
- mit François d’Alançon: Dans le bunker de Hitler: 23 juillet 1944 – 29 avril 1945. Verlag Éditions Perrin, Paris 2005, ISBN 2-262-02478-2.
  - dt.: Mit Hitler im Bunker – Aufzeichnungen aus dem Führerhauptquartier Juli 1944 – April 1945. wjs, Berlin 2006, ISBN 3-937989-14-5.
  - engl.: In the Bunker with Hitler. The Last Witness Speaks. London 2006, ISBN 0-297-84555-1.
- [Hrsg.] Im Dienst der Friedenssicherung: General Ulrich de Maizière. Beiträge zu seiner Verabschiedung als Generalinspekteur der Bundeswehr (1966–1972), Frankfurt am Main, 1972.
- zusammen mit Wilhelm-Karl Prinz von Preußen: Johanniter und der 20. Juli 1944. 2. Auflage, Nieder-Weisel 1989 (Heft 14 der Schriftenreihe des Hessischen Genossenschaft des Johanniterordens).